# 1259

## Догађаји
- Википедија:Непознат датум — Џингис-канов унук и оснивач династије Јуан у сјеверној Кини Кублај-кан, постао је Велики кан.
- Википедија:Непознат датум — Пелагонијска битка
- 4. децембар — закључен Париски мир (1259)

## Рођења
- Википедија:Непознат датум — Деметриус II од Грузије († 12. март 1289)

## Смрти
- Википедија:Непознат датум — Кристоф I, дански краљ (* 1219)